# Inschriften griechischer Städte aus Kleinasien
Die Inschriften griechischer Städte aus Kleinasien stellen eine altertumswissenschaftliche Publikationsreihe zur Quellenedition dar, die sich zum Ziel gesetzt hat, die Inschriften griechischer Städte aus Kleinasien zu versammeln, zu edieren, zu übersetzen und zu kommentieren. Sie wurde von Reinhold Merkelbach, Universität zu Köln, initiiert und wird seit 1972 in Zusammenarbeit mit der Kommission für die Archäologische Erforschung Kleinasiens der Österreichischen Akademie der Wissenschaften herausgegeben. Aktuelle Herausgeber sind Walter Ameling, Wolfgang Blümel, Jürgen Hammerstaedt und Hasan Malay. Inzwischen sind über 70 Bände erschienen. Insofern die Erschließung epigraphischen Materials aus der heutigen Türkei voranschreitet und neue Inschriften zutage gefördert werden (an der archäologisch-epigraphischen Erschließung sind auch türkische Institutionen und Wissenschaftler beteiligt), sind die Bände dieser Reihe als beeindruckende Sammelpublikation zu betrachten, aber nicht in jedem Fall als abschließende Edition. Veröffentlicht werden sie im Verlag Dr. Rudolf Habelt, Bonn. Zitiert werden die einzelnen in den Bänden versammelten Inschriften in der wissenschaftlichen Literatur häufig mit der Abkürzung IK, dem Ort der erfassten Inschrift und der laufenden Nummer der Inschrift, etwa IK Ephesos 1. Eine verwandte Publikationsreihe sind die ebenfalls von der Österreichischen Akademie der Wissenschaften herausgegebenen Tituli Asiae Minoris.
| Band | Bearbeiter                                                                                                  | Titel | Jahr                  | ISBN                   | Bemerkungen |
| ---- | --- | --- | --------------------- | ---------------------- | --- |
| 1    | Helmut Engelmann, Reinhold Merkelbach                                                                       | Die Inschriften von Erythrai und Klazomenai. Teil 1: Nr. 1–200 | 1972                  | ISBN 3-7749-1245-9     | |
| 2    | Helmut Engelmann, Reinhold Merkelbach                                                                       | Die Inschriften von Erythrai und Klazomenai. Teil 2: Nr. 201–536 | 1973                  | ISBN 3-7749-1250-5     | |
| 3    | Peter Frisch                                                                                                | Die Inschriften von Ilion | 1975                  | ISBN 3-7749-1211-4     | |
| 4    | Reinhold Merkelbach                                                                                         | Die Inschriften von Assos | 1976                  | ISBN 3-7749-1338-2     | |
| 5    | Helmut Engelmann                                                                                            | Die Inschriften von Kyme | 1976                  | ISBN 3-7749-1418-4     | (online beim Packard Humanities Institute)                                                                      |
| 6    | Peter Frisch                                                                                                | Die Inschriften von Lampsakos | 1978                  | ISBN 3-7749-1443-5     | |
| 7    | Sencer Şahin                                                                                                | Bithynische Studien. Bithynia Incelemaleri | 1978                  | ISBN 3-7749-1497-4     | (Deutsch-türkisch abgefasst)                                                                                    |
| 8    | Thomas Ihnken                                                                                               | Die Inschriften von Magnesia am Sipylos. Mit einem Kommentar zum Sympolitievertrag mit Smyrna | 1978                  | ISBN 3-7749-1485-0     | |
| 9    | Sencer Şahin                                                                                                | Katalog der antiken Inschriften des Museums von Iznik (Nikaia). Teil 1: Nr. 1–633 (Stadtgebiet und die nächste Umgebung der Stadt)                                                                                                   | 1979                  | ISBN 3-7749-1636-5     | (Deutsch-türkisch abgefasst) (online beim Packard Humanities Institute)                                         |
| 10.1 | Sencer Şahin                                                                                                | Katalog der antiken Inschriften des Museums von Iznik (Nikaia). Teil 2.1: Nr. 701–1210 (Entfernte Umgebung der Stadt) | 1981                  | ISBN 3-7749-1687-X     | (Deutsch-türkisch abgefasst) (online beim Packard Humanities Institute)                                         |
| 10.2 | Sencer Şahin                                                                                                | Katalog der antiken Inschriften des Museums von Iznik (Nikaia). Teil 2.2: Nr. 1230–1597 (Entfernte Umgebung der Stadt) | 1982                  | ISBN 3-7749-1863-5     | (Deutsch-türkisch abgefasst) (online beim Packard Humanities Institute)                                         |
| 10.3 | Sencer Şahin. Unter Mitarbeit von Reinhold Merkelbach                                                       | Katalog der antiken Inschriften des Museums von Iznik (Nikaia). Teil 2.3: T 1–69 (Testimonia). | 1987                  | ISBN 3-7749-2304-3     | (Deutsch-türkisch abgefasst) (online beim Packard Humanities Institute)                                         |
| 11   | Hermann Wankel                                                                                              | Die Inschriften von Ephesos. Teil 1.a: Nr. 1–47 | 1979                  | ISBN 3-7749-1635-7     | Musteredition; die übrigen Bände zu Ephesos geben die Inschriften lediglich in einer Repertoriumsversion wieder |
| 12   | Christoph Börker, Reinhold Merkelbach. Unter Mitarbeit von Helmut Engelmann, Dieter Knibbe                  | Die Inschriften von Ephesos. Teil 2: Nr. 101–599 (Repertorium). | 1979                  | ISBN 3-7749-1688-8     | |
| 13   | Helmut Engelmann, Dieter Knibbe, Reinhold Merkelbach                                                        | Die Inschriften von Ephesos. Teil 3: Nr. 600–1000 (Repertorium) | 1980                  | ISBN 3-7749-1689-6     | |
| 14   | Helmut Engelmann, Dieter Knibbe, Reinhold Merkelbach                                                        | Die Inschriften von Ephesos. Teil 4: Nr. 1001–1445 (Repertorium) | 1980                  | ISBN 3-7749-1692-6     | |
| 15   | Christoph Börker                                                                                            | Die Inschriften von Ephesos. Teil 5: Nr. 1446–2000 (Repertorium) | 1980                  | ISBN 3-7749-1693-4     | |
| 16   | Reinhold Merkelbach, Johannes Nollé Unter Mitarbeit von Helmut Engelmann, Bülent İplikçioğlu, Dieter Knibbe | Die Inschriften von Ephesos. Teil 6: Nr. 2001–2958 (Repertorium). | 1980                  | ISBN 3-7749-1694-2     | |
| 17.1 | Recep Meriç, Reinhold Merkelbach, Johannes Nollé, Sencer Şahin                                              | Die Inschriften von Ephesos. Teil 7.1: Nr. 3001–3500 (Repertorium) | 1981                  | ISBN 3-7749-1855-4     | |
| 17.2 | Recep Meriç, Reinhold Merkelbach, Johannes Nollé, Sencer Şahin                                              | Die Inschriften von Ephesos. Teil 7.2: Nr. 3501–5115 (Repertorium). Beilage: Addenda et corrigenda zu den Inschriften von Ephesos 1–7,1                                                                                              | 1981                  | ISBN 3-7749-2116-4     | |
| 17.3 | Helmut Engelmann                                                                                            | Die Inschriften von Ephesos. Teil 8.1: Wortindex. Beilage von Johannes Nollé: Konkordanzen | 1984                  | ISBN 3-7749-1807-4     | |
| 17.4 | Johannes Nollé                                                                                              | Die Inschriften von Ephesos. Teil 8.2: Verzeichnis der Eigennamen | 1984                  | ISBN 3-7749-2116-4     | |
| 18   | Elmar Schwertheim                                                                                           | Die Inschriften von Kyzikos und Umgebung. Teil 1: Die Grabtexte | 1980                  | ISBN 3-7749-1637-3     | |
| 19   | Johannes Krauss                                                                                             | Die Inschriften von Sestos und der thrakischen Chersones | 1980                  | ISBN 3-7749-1750-7     | |
| 20   | Reinhold Merkelbach. Unter Mitarbeit von Friedrich Karl Dörner, Sencer Şahin                                | Die Inschriften von Kalchedon. | 1980                  | ISBN 3-7749-1696-9     | (online beim Packard Humanities Institute)                                                                      |
| 21   | Mehmet Çetin Şahin                                                                                          | Die Inschriften von Stratonikeia. Teil 1: Panamara | 1981                  | ISBN 3-7749-1893-7     | |
| 22.1 | Mehmet Çetin Şahin                                                                                          | Die Inschriften von Stratonikeia. Teil 2.1: Lagina, Stratonikeia und Umgebung | 1982                  | ISBN 3-7749-1894-5     | |
| 22.2 | Mehmet Çetin Şahin. In Zusammenarbeit mit Arminda Lozano-Velilla                                            | Die Inschriften von Stratonikeia. Teil 2.2: Neue Inschriften und Indices. | 1990                  | ISBN 3-7749-2326-4     | |
| 23   | Georg Petzl                                                                                                 | Die Inschriften von Smyrna. Teil 1: Grabschriften, postume Ehrungen, Grabepigramme | 1982                  | ISBN 3-7749-1808-2     | (Zugleich Habil.schrift Köln)                                                                                   |
| 24.1 | Georg Petzl                                                                                                 | Die Inschriften von Smyrna. Teil 2.1 | 1987                  | ISBN 3-7749-1809-0     | (Zugleich Habil.schrift Köln)                                                                                   |
| 24.2 | Georg Petzl                                                                                                 | Die Inschriften von Smyrna. Teil 2.2: Addenda, Corrigenda und Indices | 1990                  | ISBN 3-7749-2393-0     | (Zugleich Habil.schrift Köln)                                                                                   |
| 25   | Peter Frisch                                                                                                | Die Inschriften von Parion | 1983                  | ISBN 3-7749-1886-4     | |
| 26   | Elmar Schwertheim                                                                                           | Die Inschriften von Kyzikos und Umgebung. Teil 2: Miletupolis. Inschriften und Denkmäler | 1983                  | ISBN 3-7749-2034-6     | |
| 27   | Walter Ameling                                                                                              | Die Inschriften von Prusias ad Hypium | 1985                  | ISBN 3-7749-2114-8     | (online beim Packard Humanities Institute)                                                                      |
| 28.1 | Wolfgang Blümel                                                                                             | Die Inschriften von Iasos. Teil 1: Nr. 1–218 | 1985                  | ISBN 3-7749-2159-8     | |
| 28.2 | Wolfgang Blümel                                                                                             | Die Inschriften von Iasos. Teil 2: Nr. 219–640. Anhang von Wolfram Weiser: Zur Münzprägung von Iasos und Bargylia | 1985                  | ISBN 3-7749-2170-9     | |
| 29   | Thomas Corsten                                                                                              | Die Inschriften von Kios | 1985                  | ISBN 3-7749-2194-6     | (online beim Packard Humanities Institute)                                                                      |
| 30   | Ender Varinlioğlu                                                                                           | Die Inschriften von Keramos | 1986                  | ISBN 3-7749-2216-0     | |
| 31   | Friedrich Becker-Bertau                                                                                     | Die Inschriften von Klaudiu polis. Anhang von Wolfram Weiser: Zur Münzprägung von Bithynion | 1986                  | ISBN 3-7749-2219-5     | (online beim Packard Humanities Institute)                                                                      |
| 32   | Thomas Corsten                                                                                              | Die Inschriften von Apameia (Bithynien) und Pylai | 1987                  | ISBN 3-7749-2261-6     | (online beim Packard Humanities Institute)                                                                      |
| 33   | Elmar Schwertheim                                                                                           | Die Inschriften von Hadrianoi und Hadrianeia | 1987                  | ISBN 3-7749-2272-1     | |
| 34   | Wolfgang Blümel                                                                                             | Die Inschriften von Mylasa. Teil 1: Inschriften der Stadt | 1987                  | ISBN 3-7749-2220-9     | |
| 35   | Wolfgang Blümel                                                                                             | Die Inschriften von Mylasa. Teil 2: Inschriften aus der Umgebung der Stadt | 1988                  | ISBN 3-7749-2222-5     | |
| 36.1 | Fjodor B. Poljakov                                                                                          | Die Inschriften von Tralleis und Nysa. Band 1: Die Inschriften von Tralleis | 1989                  | ISBN 3-7749-2221-7     | |
| 36.2 | Wolfgang Blümel                                                                                             | Die Inschriften von Tralleis und Nysa. Band 2: Die Inschriften von Nysa | 2019                  | ISBN 978-3-7749-2603-5 | |
| 37   | Johannes Nollé                                                                                              | Die Inschriften von Selge | 1991                  | ISBN 3-7749-2416-3     | (online beim Packard Humanities Institute)                                                                      |
| 38   | Wolfgang Blümel                                                                                             | Die Inschriften der rhodischen Peraia | 1991                  | ISBN 3-7749-2473-2     | (online beim Packard Humanities Institute)                                                                      |
| 39   | Thomas Corsten                                                                                              | Die Inschriften von Prusa ad Olympum. Teil 1 | 1991                  | ISBN 3-7749-2516-X     | (online beim Packard Humanities Institute)                                                                      |
| 40   | Thomas Corsten                                                                                              | Die Inschriften von Prusa ad Olympum. Teil 2: Die Geschichte der Stadt in der Antike. Inschriften unbekannter Herkunft im Archäologischen Museum Bursa                                                                               | 1993                  | ISBN 3-7749-2529-1     | (online beim Packard Humanities Institute)                                                                      |
| 41   | Wolfgang Blümel                                                                                             | Die Inschriften von Knidos. Teil 1 | 1992                  | ISBN 3-7749-2474-0     | (online beim Packard Humanities Institute)                                                                      |
| 42   | Wolfgang Blümel                                                                                             | Die Inschriften von Knidos. Teil 2. | 2019                  | ISBN 978-3-7749-2475-8 | |
| 43   | Johannes Nollé                                                                                              | Side im Altertum. Geschichte und Zeugnisse. Band 1: Geographie, Geschichte, Testimonia, Griechische und lateinische Inschriften (1–4)                                                                                                | 1993                  | ISBN 3-7749-1932-1     | (online beim Packard Humanities Institute)                                                                      |
| 44   | Johannes Nollé                                                                                              | Side im Altertum. Geschichte und Zeugnisse. Band 2: Griechische und lateinische Inschriften (5–16) – Papyri – Inschriften in sidetischer Schrift und Sprache – Ergänzungen und Berichtigungen – Konkordanzen – Epigraphische Indices | 2001                  | ISBN 3-7749-2964-5     | |
| 45   | | | Nicht erschienen      |                        | |
| 46   | | | Nicht erschienen      |                        | |
| 47   | Lloyd Jonnes, Walter Ameling                                                                                | The inscriptions of Heraclea Pontica | 1994                  | ISBN 3-7749-2647-6     | (online beim Packard Humanities Institute)                                                                      |
| 48   | Sencer Şahin                                                                                                | Die Inschriften von Arykanda | 1994                  | ISBN 3-7749-2652-2     | |
| 49   | Thomas Corsten                                                                                              | Die Inschriften von Laodikeia am Lykos. Teil 1: Die Inschriften | 1997                  |                        | (online beim Packard Humanities Institute)                                                                      |
| 50   | Josef Stauber                                                                                               | Die Bucht von Adramytteion. Band 1: Topographie (Lokalisierung antiker Orte, Fundstellen von Altertümern) | 1996                  | ISBN 3-7749-2749-9     | |
| 51   | Josef Stauber                                                                                               | Die Bucht von Adramytteion. Band 2: Inschriften, literarische Testimonia, Münzen | 1996                  | ISBN 3-7749-2750-2     | |
| 52   | Johan Strubbe                                                                                               | Arai Epitymbioi. Imprecations against desecrators of the grave in the Greek epitaphs of Asia Minor. A catalogue | 1997                  | ISBN 3-7749-2817-7     | |
| 53   | Marijana Ricl                                                                                               | The inscriptions of Alexandreia Troas | 1997                  | ISBN 3-7749-2791-X     | |
| 54   | Sencer Şahin                                                                                                | Die Inschriften von Perge. Teil 1: Vorrömische Zeit, frühe und hohe Kaiserzeit | 1999                  | ISBN 3-7749-2888-6     | (online beim Packard Humanities Institute)                                                                      |
| 55   | Dietrich Berges, Johannes Nollé                                                                             | Tyana. Archäologisch-historische Untersuchungen zum südwestlichen Kappadokien | 2000                  | ISBN 3-7749-2959-9     | |
| 56   | Mustafa Hamdi Sayar                                                                                         | Die Inschriften von Anazarbos und Umgebung. Teil 1: Inschriften aus dem Stadtgebiet und der nächsten Umgebung der Stadt | 2000                  | ISBN 3-7749-2960-2     | (online beim Packard Humanities Institute)                                                                      |
| 57   | G. H. R. Horsley, Stephen Mitchell                                                                          | The inscriptions of Central Pisidia: including texts from Kremna, Ariassos, Keraia, Hyia, Panemoteichos, the Sanctuary of Apollo of the Perminoundeis, Sia, Kocaaliler, and the Döseme Bogazi                                        | 2000                  | ISBN 3-7749-2961-0     | |
| 58   | Adam Łajtar                                                                                                 | Die Inschriften von Byzantion. Teil 1: Die Inschriften | 2000                  | ISBN 3-7749-3007-4     | |
| 59   | Rosalinde A. Kearsley. With the collaboration of Trevor V. Evans                                            | Greeks and Romans in Imperial Asia. Mixed Language Inscriptions and Linguistic Evidence for Cultural Interaction until the End of AD III.                                                                                            | 2001                  | ISBN 3-7749-3032-5     | |
| 60   | Thomas Corsten                                                                                              | Die Inschriften von Kibyra. Teil 1: Die Inschriften der Stadt und ihrer näheren Umgebung | 2002                  | ISBN 3-7749-3034-1     | |
| 61   | Sencer Şahin                                                                                                | Die Inschriften von Perge. Teil 2: Historische Texte aus dem 3. Jhdt. n. Chr. – Grabtexte aus den 1.–3. Jahrhunderten der römischen Kaiserzeit – Fragmente                                                                           | 2004                  | ISBN 3-7749-3155-0     | (online beim Packard Humanities Institute)                                                                      |
| 62   | Lloyd Jonnes                                                                                                | The Inscriptions of the Sultan Dagi. Part 1: Philomelion, Thymbrion / Hadrianopolis, Tyraion | 2002                  | ISBN 3-7749-3033-3     | |
| 63   | Boris Dreyer Helmut Engelmann                                                                               | Die Inschriften von Metropolis. Teil 1: Städtische Politik unter den Attaliden und im Konflikt zwischen Aristonikos und Rom. Die Inschriften für Apollonios von Metropolis                                                           | 2003                  | ISBN 3-7749-3203-4     | |
| 64   | David French                                                                                                | The Inscriptions of Sinope. Part 1: Inscriptions | 2004                  | ISBN 3-7749-3036-8     | (online beim Packard Humanities Institute)                                                                      |
| 65   | Filippo Canali De Rossi                                                                                     | Iscrizioni dello Estremo Oriente Greco. Un repertorio | 2004                  | ISBN 3-7749-3277-8     | Rezension von: Colin Bailey, in Bryn Mawr Classical Review 2005.10.13 (online)                                  |
| 66   | Johan Strubbe. With the assistance of Feyo Schuddeboom                                                      | The inscriptions of Pessinous. | 2005                  | ISBN 3-7749-3398-7     | |
| 67   | Maurice A. Byrne, Guy Labarre                                                                               | Nouvelles inscriptions d'Antioche de Pisidie d'après les Note-books de W. M. Ramsay | 2006                  | ISBN 3-7749-3404-5     | |
| 68   | Mehmet Çetin Şahin                                                                                          | The Inscriptions of Stratonikeia. Part III | 2010                  | ISBN 978-3-7749-3680-5 | |
| 69   | Wolfgang Blümel, Reinhold Merkelbach (†), in Verbindung mit Frank Rumscheid                                 | Die Inschriften von Priene. | 2014                  | ISBN 978-3-7749-3476-4 | |
| 70   | Armin Eich, Peter Eich, Werner Eck                                                                          | Die Inschriften von Sagalassos. Teil 1. | 2018                  | ISBN 978-3-7749-4122-9 | |
| 71   | Wolfgang Blümel                                                                                             | Inschriften aus Nordkarien | 2018                  | ISBN 978-3-7749-4157-1 | |
| 73   | Boris Dreyer                                                                                                | Die Inschriften von Metropolis. Teil 2. | noch nicht erschienen | ISBN 978-3-7749-4292-9 | |
|      | Johannes Nollé, Sabine Walentowski                                                                          | Sillyon. Geschichte, Inschriften und Münzen | noch nicht erschienen | ISBN 978-3-7749-3532-7 | |
|      | Barbara Dietl                                                                                               | Agonistische Inschriften aus Pisidien | noch nicht erschienen | ISBN 978-3-7749-3531-0 | |